# Олтіон Османі
Олтіон Османі (алб. Oltion Osmani; нар. 20 липня 1972, Ельбасан, Албанія) — албанський футболіст, захисник.

## Клубна кар'єра
Дорослу футбольну кар'єру розпочав 1992 року в «Ельбасані». У 1998 році перебрався до «Тирани», а наступного року — до «Бюліса». У 2000 році повернувся до «Ельбасані», але того ж року опинився у «Влазанії». У 2002 році захищав кольори «Шкумбіні», але того ж року вдруге в кар'єрі повернувся до «Ельбасані». Футбольну кар'єру завершив 2006 року в складі вище вказаного клубу.

## Кар'єра в збірній
Єдиний матч у футболці національної збірної Албанії зіграв у серпні 1998 року, проти Кіпру. Поєдинок мав товариський статус.

## Досягнення
- Суперліга Албанії
  -  Чемпіон (2): 1999, 2001